# Heinrich Peter
Karl August "Heinrich" Peter (13. lipnja 1910. – nadnevak smrti nepoznat) je bivši njemački hokejaš na travi. Igrao je na mjestu veznog igrača.
Osvojio je srebrno odličje na hokejaškom turniru na Olimpijskim igrama 1936. u Berlinu igrajući za Njemačku. Odigrao je jedan susret. Te godine je igrao za Heidelberger Hockey-Club.

## Vanjske poveznice
- Profil na Database Olympics